# Saint-Pierremont, Ardennes
 Saint-Pierremont  là một xã ở tỉnh Ardennes, thuộc vùng Grand Est ở phía bắc nước Pháp.